# Serami Baru
Serami Baru is een bestuurslaag in het regentschap Muko-Muko van de provincie Bengkulu, Indonesië. Serami Baru telt 1153 inwoners (volkstelling 2010).